# Porquerolles

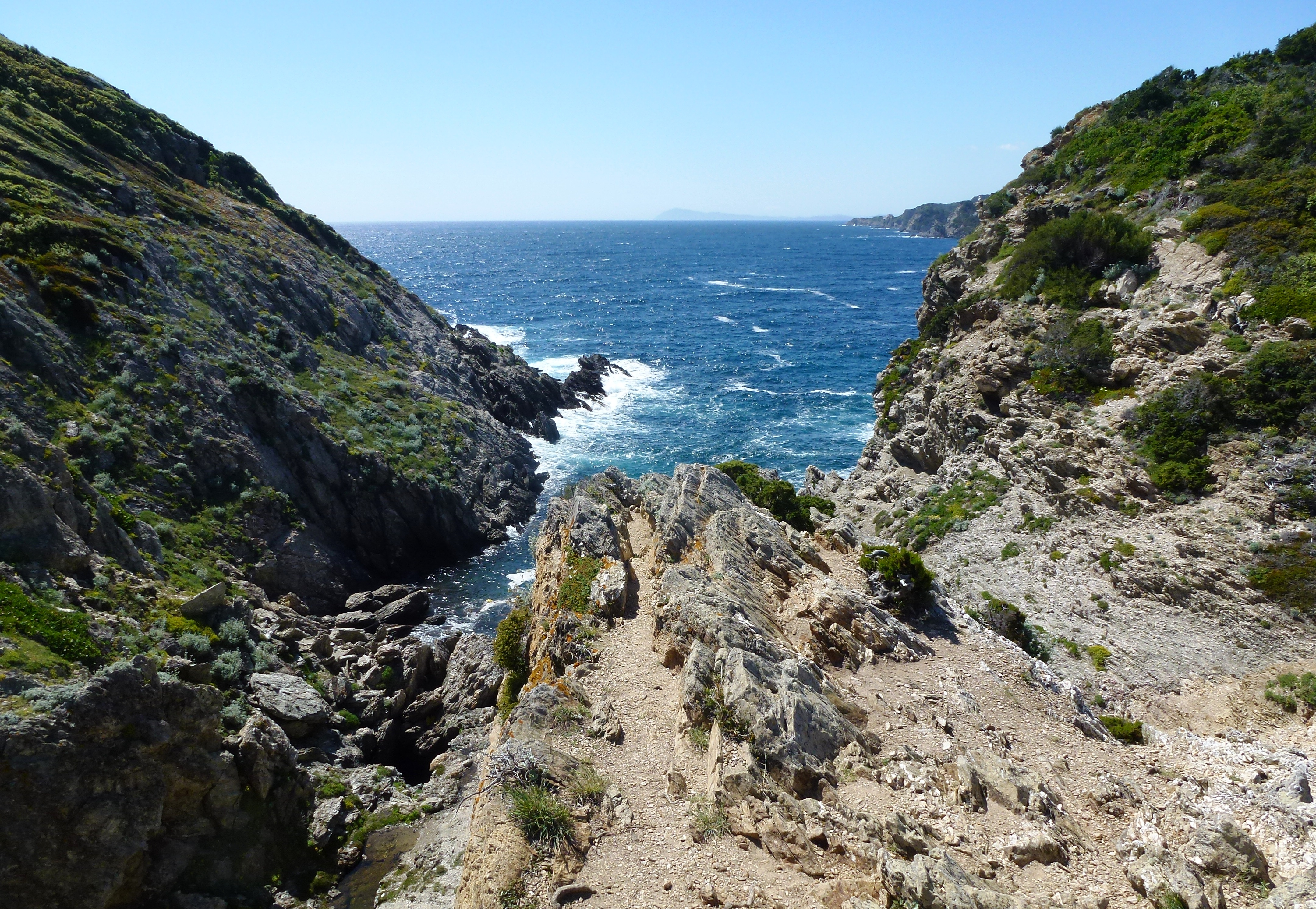
Der Fjord Gorge de Loup auf Porquerolles

Die Île de Porquerolles ist die größte Insel der Inselgruppe von Hyères (Îles d’Hyères bzw. Îles d’or). Sie liegt vor der französischen Mittelmeerküste im Bereich der Côte d’Azur in der Nähe von Toulon.
Porquerolles ist von der Halbinsel Giens und anderen naheliegenden Häfen in wenigen Minuten mit dem Schiff zu erreichen. Die Insel hat eine Größe von 1254 ha und liegt auf der gleichen geografischen Breite wie das Cap Corse. Hieraus ergibt sich ein besonders südliches Klima. Die Insel ist ca. 7,5 km lang und ca. 3 km breit. Die Küste ist rund 30 km lang. Die höchste Erhebung misst 142 m. An der Nordseite der Insel befindet sich ein kleiner Hafen und der Inselort (ca. 350 Einwohner) mit Restaurants und Geschäften. Die Kirche stammt aus den Jahren 1849–1851.
Ebenfalls an der Nordseite der Insel befinden sich einige schöne Sandstrände: die Plage d’Argent im Westen, die Plage de la Courtade an der Ostseite des Ortes und die Plage de Notre-Dame ganz im Osten der Insel. Die Südküste ist zum Baden eher ungeeignet, da das Ufer steil abfällt. An der Südspitze, dem Cap d’Arme, befindet sich ein alter Leuchtturm.
Besiedelt wurde die Insel durch ehemalige Soldaten Napoleons III. Im 20. Jahrhundert, bis Ende der 1930er Jahre, gehörte die gesamte Insel dann dem belgischen Ingenieur Jean-Francois-Joseph Fournier. Er schenkte sie seiner Frau zur Hochzeit. Fournier war mit dem Fund von Gold- und Silberminen in Mexiko zu Wohlstand gekommen und wollte, dass die Insel autark sein sollte. Er baute ein Kraftwerk, siedelte Handwerker aller Art auf der Insel an und gründete Schulen für deren Kinder.
1971 überzeugte Claude Pompidou ihren Mann, den französischen Staatspräsidenten Georges Pompidou, die Insel von den Töchtern Fourniers im Namen des Staates zu kaufen. Sie wurde unter den Schutz des Nationalparks Port-Cros und des staatlichen Instituts für Meeresbotanik (Conservatoire Botanique National Méditerranéen de Porquerolles) gestellt. Die Insel hat daher trotz der vielen Touristen insbesondere im Sommer (auf jeden der Inseleinwohner kommen bis zu 30 Festlandbesucher) ihren ursprünglichen Charme bewahrt.
Zum Schutz vor der unkontrollierten Ausbreitung von Waldbränden wurde ein Streifen Land gerodet und an einen elsässischen Winzer zur Anpflanzung von Reben verpachtet. Der aus diesen Reben gekelterte Domaine de la Courtade genießt mittlerweile einen ausgezeichneten Ruf.
An die bewegte Vergangenheit der Insel erinnern einige über die Insel verstreute Befestigungsanlagen. Das über dem Inselort thronende Fort Sainte-Agathe kann von Juni bis September besichtigt werden. Hier werden unter anderem zahlreiche antike Fundstücke vom Meeresgrund gezeigt. Jährlich im Juli findet dort an fünf aufeinander folgenden Tagen das Konzertprogramm des Musikfestivals Jazz à Porquerolles statt.
Ein Hauptanziehungspunkt ist das Museum der Fondation Carmignac. Es liegt in der Mitte der Insel, umgeben von einem großen Skulpturenpark.
Die Romane Mein Freund Maigret (Originaltitel: Mon ami Maigret) und Die Ferien des Monsieur Mahé (Originaltitel: Le cercle des Mahé) von Georges Simenon spielen auf der Insel, zudem die Reiseerzählung Landkrankheit (dänisch Landsyge) von Nikolaj Schultz.

Topografische Karte von Porquerolles